# Kvalifikacije za Svjetsko prvenstvo u nogometu 1938.
Ukupno 37 reprezentacija prijavilo se za Svjetsko prvenstvo u Francuskoj 1938. godine. FIFA je ponovo organizirala kvalifikacije čime bi smanjila broj reprezentacija u glavnom turniru na predviđenih šesnaest. Po prvi puta, domaćin (Francuska) i pobjednik prijašnjega natjecanja (Italija) automatski su se kvalificirali, što je značilo da se kroz kvalifikacije traži četrnaest momčadi koje će nastupiti na glavnome turniru.
Zbog rata, španjolska se reprezentacija povukla iz natjecanja. Preostale 34 momčadi podijeljene su u dvanaest kvalifikacijskih skupina zasnovanih na geografskim kriterijima:
- Skupine 1-9 - Europa: 11 slobodnih mjesta za koja se bore 23 momčadi, uključujući Egipat i Palestinu.
- Skupina 10 - Južna Amerika: 1 slobodno mjesto za koje se bore dvije momčadi.
- Skupina 11 - Sjeverna, Srednja Amerika i Karibi: 1 slobodno mjesto za koje se bore sedam reprezentacija, uključujući Kolumbiju.
- Skupina 12 - Azija: 1 slobodno mjesto za koje se bore dvije momčadi.

Zbog prisilnoga otkaza Austrije koja je pripojena nacističkoj Njemačkoj, samo se petnaest reprezentacija natjecalo u glavnome turniru. Ukupno je 21 momčad odigrala barem jednu kvalifikacijsku utakmicu. Odigrane su 22 utakmice, postignuto je 96 pogodaka što daje prosjek od 4.36 po utakmici.
Ispod su navedeni datumi i rezultati kvalifikacijskih kola.

## Skupine
Nisu sve skupine imale ista pravila:
- Skupina 1 ima četiri momčadi. Momčadi igraju jedna protiv druge jednom. Pobjednik grupe i drugoplasirani kvalificiraju se za glavni turnir.
- Skupine 2, 3, 4 i 7 imaju po dvije momčadi. Momčadi se sastaju samo jednom po sustavu domaćinstvo-gostovanje. Ukupni pobjednik kvalificira se za glavni turnir.
- Skupina 5 ima dvije momčadi. Momčadi igraju jedna protiv druge samo jednom na neutralnome terenu. Pobjednik grupe kvalificira se za glavni turnir.
- Skupine 6 i 8 imaju po tri momčadi. Najjača momčad u svakoj grupi postavljena je za nositelja. Igraju se dva kola:
  - Prvo kolo: Momčad nositelj ide izravno u posljednje kolo. Preostale momčadi igraju po sustavu domaćinstvo-gostovanje, a ukupni pobjednik ide na nositelja u posljednjem kolu.
  - Posljednje kolo: Momčad nositelj ugošćuje pobjednika prvoga kola, a pobjednik se kvalificira za glavni turnir.
- Skupina 9 ima tri momčadi. Momčadi igraju svaka sa svakom jednom. Pobjednik grupe i drugoplasirani kvalificiraju se za glavni turnir, posljednji otpada.
- Skupina 10 ima dvije momčadi. Pobjednik se kvalificira za glavni turnir.
- Skupina 11 ima sedam momčadi. Pobjednik se kvalificira za glavni turnir.
- Skupina 12 ima dvije momčadi. Pobjednik se kvalificira za glavni turnir.

### Skupina 1
16. lipnja 1937.: Stockholm, Švedska - Švedska 4 - 0 Finska
20. lipnja 1937.: Stockholm, Švedska - Švedska 7 - 2 Estonija
29. lipnja 1937.: Helsinki, Finska - Finska 0 - 2 Njemačka
19. kolovoza 1937.: Turku, Finska - Finska 0 - 1 Estonija
29. kolovoza 1937.: Kalinjingrad (tada Königsberg), Njemačka - Njemačka 4 - 1 Estonija
21. studenog 1937.: Hamburg, Njemačka - Njemačka 5 - 0 Švedska
| Pozicija | Momčad   | Bodovi | Odigrano | Pobjeda | Neriješeno | Poraz | Postignuti pogodci | Primljeni pogodci |
| -------- | -------- | ------ | -------- | ------- | ---------- | ----- | ------------------ | ----------------- |
| 1        | Njemačka | 6      | 3        | 3       | 0          | 0     | 11                 | 1                 |
| 2        | Švedska  | 4      | 3        | 2       | 0          | 1     | 11                 | 7                 |
| 3        | Estonija | 2      | 3        | 1       | 0          | 2     | 4                  | 11                |
| 4        | Finska   | 0      | 3        | 0       | 0          | 3     | 0                  | 7                 |

Njemačka i Švedska su se kvalificirali.

### Skupina 2
10. listopada 1937.: Oslo, Norveška - Norveška 3 - 2 Irska
7. studenog 1937.: Dublin, Irska - Irska 3 - 3 Norveška
| Pozicija | Momčad   | Bodovi | Odigrano | Pobjeda | Neriješeno | Poraz | Postignuti pogodci | Primljeni pogodci |
| -------- | -------- | ------ | -------- | ------- | ---------- | ----- | ------------------ | ----------------- |
| 1        | Norveška | 3      | 2        | 1       | 1          | 0     | 6                  | 5                 |
| 2        | Irska    | 1      | 2        | 0       | 1          | 1     | 5                  | 6                 |

Norveška se kvalificirala.

### Skupina 3
10. listopada 1937.: Varšava, Poljska - Poljska 4 - 0 Jugoslavija
3. travnja 1938.: Beograd, Jugoslavija - Jugoslavija1 - 0 Poljska
| Pozicija | Momčad      | Bodovi | Odigrano | Pobjeda | Neriješeno | Poraz | Postignuti pogodci | Primljeni pogodci |
| -------- | ----------- | ------ | -------- | ------- | ---------- | ----- | ------------------ | ----------------- |
| 1        | Poljska     | 2      | 2        | 1       | 0          | 1     | 4                  | 1                 |
| 2        | Jugoslavija | 2      | 2        | 1       | 0          | 1     | 1                  | 4                 |

Poljska se kvalificirala zahvaljujući boljoj gol-razlici od Jugoslavije.

### Skupina 4
Egipat se povukao iz kvalifikacija, te se Rumunjska automatski kvalificirala za glavni turnir.

### Skupina 5
1. svibnja 1938.: Milano, Italija - Švicarska 2 - 1 Portugal
Švicarska se kvalificirala.

### Skupina 6

#### Prvo kolo
22. siječnja 1938.: Tel Aviv, Palestina - Palestina 1 - 3 Grčka
20. veljače 1938.: Atena, Grčka - Grčka 1 - 0 Palestina
| Pozicija | Momčad    | Bodovi | Odigrano | Pobjeda | Neriješeno | Poraz | Postignuti pogodci | Primljeni pogodci |
| -------- | --------- | ------ | -------- | ------- | ---------- | ----- | ------------------ | ----------------- |
| 1        | Grčka     | 4      | 2        | 2       | 0          | 0     | 4                  | 1                 |
| 2        | Palestina | 0      | 2        | 0       | 0          | 2     | 1                  | 4                 |

Grčka se kvalificirala u posljednje kolo.

#### Posljednje kolo
25. ožujka 1938.: Budimpešta, Mađarska - Mađarska 11 - 1 Grčka
Mađarska se kvalificirala.

### Skupina 7
7. studenog 1937.: Sofija, Bugarska - Bugarska 1 - 1 Čehoslovačka
24. travnja 1938.: Prag, Čehoslovačka - Čehoslovačka 6 - 0 Bugarska
| Pozicija | Momčad       | Bodovi | Odigrano | Pobjeda | Neriješeno | Poraz | Postignuti pogodci | Primljeni pogodci |
| -------- | ------------ | ------ | -------- | ------- | ---------- | ----- | ------------------ | ----------------- |
| 1        | Čehoslovačka | 3      | 2        | 1       | 1          | 0     | 7                  | 1                 |
| 2        | Bugarska     | 1      | 2        | 0       | 1          | 1     | 1                  | 7                 |

Čehoslovačka se kvalificirala.

### Skupina 8

#### Prvo kolo
29. srpnja 1937.: Riga, Latvija - Latvija 4 - 2 Litva
3. rujna 1937.: Kaunas, Litva - Litva 1 - 5 Latvija
| Pozicija | Momčad  | Bodovi | Odigrano | Pobjeda | Neriješeno | Poraz | Postignuti pogodci | Primljeni pogodci |
| -------- | ------- | ------ | -------- | ------- | ---------- | ----- | ------------------ | ----------------- |
| 1        | Latvija | 4      | 2        | 2       | 0          | 0     | 9                  | 3                 |
| 2        | Litva   | 0      | 2        | 0       | 0          | 2     | 3                  | 9                 |

Latvija se kvalificirala u posljednje kolo.

#### Posljednje kolo
5. listopada 1937.: Beč, Austrija - Austrija 2 - 1 Litva
Austrija se kvalificirala, no neki Austrijanci zaigrali su za Njemačku nakon Anschlussa. FIFA je ponudila automatski nastup Engleskoj koja je odbila. Nakon odbijenice, FIFA je odlučila da će na glavnom turniru igrati jedna momčad manje od predviđenoga broja, petnaest.

### Skupina 9
28. studenog 1937.: Rotterdam, Nizozemska - Nizozemska nogometna reprezentacija 4 - 0 Luksemburg
13. ožujka 1938.: Luxembourg, Luksemburg - Luksemburg 2 - 3 Belgija
3. travnja 1938.: Antwerpen, Belgija - Belgija 1 - 1 Nizozemska
| Pozicija | Momčad     | Bodovi | Odigrano | Pobjeda | Neriješeno | Poraz | Postignuti pogodci | Primljeni pogodci |
| -------- | ---------- | ------ | -------- | ------- | ---------- | ----- | ------------------ | ----------------- |
| 1        | Nizozemska | 3      | 2        | 1       | 1          | 0     | 5                  | 1                 |
| 2        | Belgija    | 3      | 2        | 1       | 1          | 0     | 4                  | 3                 |
| 3        | Luksemburg | 0      | 2        | 0       | 0          | 2     | 2                  | 7                 |

Nizozemska i Belgija su se kvalificirali.

### Skupina 10
Argentina se povukla, pa se Brazil automatski kvalificirao.

### Skupina 11
SAD, Kostarika, Kolumbija, Meksiko, Salvador i Nizozemska Gvajana povukli su se, pa se Kuba automatski kvalificirala.

### Skupina 12
Japan se povukao, pa se Indonezija automatski kvalificirala.

## Kvalificirane momčadi
| Momčad       | Nastupa na završnom turniru | Niz nastupa na završnom turniru | Posljednji nastup na završnom turniru |
| ------------ | --------------------------- | ------------------------------- | ------------------------------------- |
| Belgija      | 3.                          | 3                               | 1934.                                 |
| Brazil       | 3.                          | 3                               | 1934.                                 |
| Kuba         | 1.                          | 1                               | -                                     |
| Čehoslovačka | 2.                          | 2                               | 1934.                                 |
| Indonezija   | 1.                          | 1                               | -                                     |
| Francuska ** | 3.                          | 3                               | 1934.                                 |
| Njemačka     | 2.                          | 2                               | 1934.                                 |
| Mađarska     | 2.                          | 2                               | 1934.                                 |
| Italija ***  | 2.                          | 2                               | 1934.                                 |
| Nizozemska   | 2.                          | 2                               | 1934.                                 |
| Norveška     | 1.                          | 1                               | -                                     |
| Poljska      | 1.                          | 1                               | -                                     |
| Rumunjska    | 3.                          | 3                               | 1934.                                 |
| Švedska      | 2.                          | 2                               | 1934.                                 |
| Švicarska    | 2.                          | 2                               | 1934.                                 |

* Austrija se povukla nakon što su se uspjeli kvalificirati.

** Francuska se automatski kvalificirala kao domaćin.

*** Italija se automatski kvalificirala kao pobjednik prijašnjega turnira.

## Zanimljivosti
Originalna zamisao bila je da se svjetska prvenstva održavaju naizmjenično između Južne Amerike i Europe. Usprkos tomu, Jules Rimet, osnivač svjetskoga prvenstva, uvjerio je FIFA-u da se prvenstvo održi u njegovoj domovini, Francuskoj. Zbog ovoga kontroverznoga poteza, mnoge su momčadi, uključujući Argentinu, za koju se smatralo da će dobiti domaćinstvo, odbili nastupiti u kvalifikacijama, kao i Kolumbija, Kostarika, El Salvador, Meksiko, Nizozemska Gvajana, Urugvaj i SAD. Situaciju je iskoristila Kuba koja je kao jedini natjecatelj s područja Južne, Sjeverne i Srednje Amerike, prošla bez borbe u glavni turnir.

## Vanjske poveznice
- Kvalifikacije za Svjetsko prvenstvo u nogometu – Francuska 1938. - FIFA-ina službena stranica  Arhivirana inačica izvorne stranice od 24. veljače 2007. (Wayback Machine)

- Kvalifikacije za Svjetsko prvenstvo u nogometu – Francuska 1938. - RSSSF-ova službena stranica